# Magica (album)
Magica – ósmy album studyjny amerykańskiego zespołu heavymetalowego Dio, wydany 21 marca 2000 roku nakładem Spitfire Records. Magica jest albumem koncepcyjnym, który miał być pierwszą częścią trylogii, jednak śmierć wokalisty i lidera zespołu Ronniego Jamesa Dio przekreśliła te plany - zdążono nagrać tylko jedną piosenkę zatytułowaną "Electra".

## Lista utworów
1. "Discovery" – 0:54
2. "Magica Theme" – 1:16
3. "Lord of the Last Day" – 4:04
4. "Fever Dreams" – 4:37
5. "Turn to Stone" – 5:19
6. "Feed My Head" – 5:39
7. "Eriel" – 7:25
8. "Challis" – 4:25
9. "As Long as It's Not About Love" – 6:04
10. "Losing My Insanity" – 5:04
11. "Otherworld" – 4:56
12. "Magica ~ Reprise" – 1:53
13. "Lord of the Last Day ~ Reprise" – 1:44
14. "Magica Story" – 18:26 (na Deluxe Edition pojawia się jako pierwszy utwór drugiej płyty)

Deluxe Edition CD2
1. "The Magica Story" - 18:23
2. "Annica" - 3:42
3. "Electra" - 6:22
4. "Feed My Head"(na żywo) - 5:43
5. "Fever Dreams"(na żywo) - 4:17
6. "Lord of the Last Day"(na żywo) - 4:08
7. "As Long as It's Not About Love"(na żywo) - 5:34
8. "Losing My Insanity"(na żywo) - 4:04

## Twórcy
- Ronnie James Dio – śpiew
- Craig Goldy – gitara
- Jimmy Bain – gitara basowa
- Scott Warren – keyboard
- Simon Wright – perkusja